# 1529
1529 (MDXXIX) var ett normalår som började en fredag i den julianska kalendern.

## Händelser

### Januari
- 1 januari – Gustav Vasa fastställer, att 1 januari skall vara svensk nyårsdag.

### Februari
- Februari – Kring kyndelsmässotid hålls Örebro koncilium, det första evangeliska kyrkomötet i Sverige. Prästerna tvingas inte ta emot de nya evangelieböckerna på svenska. Prästerskapets celibatplikt avskaffas. Man beslutar också att behålla vigvatten, smörjelse, pilgrimsresor och fastedagar medan däremot fastan avskaffas.

### Mars
- Mars – Västgötaherrarnas uppror utbryter. Det börjar i Småland, genom att en kunglig fogde dräps i Nydala kloster. Man vill återställa adelsväldet.

### April
- 8 april – Flensburgdispyten äger rum: En debatt ordnad av ståthållare Kristian av Schleswig-Holstein mellan Lutheraner (ledda av Hermann Fast) och mer radikala Anabaptister (ledda av Melchior Hoffman). Johannes Bugenhagen, nära allierad till Martin Luther, närvarar. Dispyten markerar förkastande av radikala idéer av det danska reformationen.[1]
- 25 april – Upproret avslutas då de upproriska frälsemännen tvingas att gå med på en överenskommelse i Broddetorp. Större delen av Västergötland läggs under kunglig förvaltning. Upprorets ledare Ture Jönsson (Tre Rosor) och biskopen Magnus Haraldsson flyr sedan upproret kuvats. I Danmark får de inte stanna så de flyr till Kristian II och hans män i Nederländerna.

### Juli
- 30 juli – Det enda kontinentala utbrottet av engelsk svettsjukdom når Lübeck, och sprider sig därifrån och in i Schleswig-Holstein inom loppet av ett par månader.[2]

### Oktober
- 14 oktober – Den turkiska belägringen av Wien hävs, sultan Süleyman den Store drivs på flykt och därmed har vändpunkten i det Osmanska rikets militärhistoria uppnåtts.

### Okänt datum
- Lödöse och Söderköping blir uppbördsplatser i Västergötland respektive Östergötland dit allt skattesmör skall levereras.
- Sändebud underhandlar med Lübeck om den svenska statsskulden. Gustav kräver inskränkningar i stadens privilegier för att fortsätta betala.
- Under detta och nästkommande år börjar tiggarordnarnas kloster i Sverige tömmas och omvandlas till sjukhus och hospital.

## Födda
- Laurentius Petri Gothus, svensk ärkebiskop 1573–1579 (eller 1530).
- Ebba Månsdotter Lilliehöök, svensk länsgrevinna.

## Avlidna
- 2 februari – Baldassare Castiglione, italiensk diplomat och författare.
- La Malinche, mexikansk tolk.

### Fotnoter
1. ↑  Collins, WE (1903) The Scandinavian North, in AW Ward, GW Prothero & Stanley Leathes (eds.) The Cambridge Modern History. Cambridge Univ. Press, pp. 599-638.
2. ↑   Christiansen, John (2009), The English Sweat in Lübeck and North Germany, 1529. Med. Hist. 53: 415-424.